# Bob Hickey
Robert „Bob“ Hickey (* 11. Mai 1952 in Keene Valley, New York) ist ein ehemaliger US-amerikanischer Bobfahrer.
Während seiner Zeit an der Keene Valley High School in New York war Hickey im Fußball, Baseball und Basketball aktiv. Später wechselte er zum Bobsport. 1978 wurde er nationaler Meister im Zweierbob sowie nordamerikanischer Vizemeister. Des Weiteren nahm er an der Bob-Weltmeisterschaft 1978, 1979 und 1983 teil. Hickey gelang es außerdem, sich für die Olympischen Winterspiele 1980 in Lake Placid zu qualifizieren. Mit seinen Teamkollegen Willie Davenport, Jeff Gadley und Jeff Jordan belegte er im Viererbob den 12. Platz.
Nach seiner aktiven Karriere arbeitete Hickey unter anderem als Fremdenführer in Keene.